# Gouvernement Irbid
Das Gouvernement Irbid (arabisch محافظة إربد, DMG Muḥāfaẓat Irbid) ist ein Gouvernement im Nordwesten Jordaniens. Die Landeshauptstadt Amman liegt rund 80 Kilometer südöstlich der Gouvernementshauptstadt. Im Gebiet wohnen ungefähr 2.003.800 Einwohner (Stand: Ende 2020). 2017 betrug die Einwohnerzahl 1.867.000. Davon waren 964.700 männlich und 902.300 weiblich. Das Gouvernement Irbid grenzt im Südosten und Süden an die Gouvernements al-Mafraq, Adschlun, Dscharasch und al-Balqa. Westlich befindet sich die Grenze mit Israel/Westjordanland. Im Nordwesten grenzt das Gouvernement Irbid an die Golanhöhen und im Norden und Nordosten an Syrien. Die Hauptstadt des Gouvernements ist Irbid.

## Geografie
Die Becken von Jarmuk und Jordan sowie das Gebirgsland Hauran bedecken weite Teile des Gouvernements Irbid.

## Geschichte
Die Region wurde bereits früh besiedelt. Die Herrschaften wechselten oft. Ägypter, Edomiter und Ammoniten, Perser, Griechen, Römer, Araber, Kreuzfahrer, Mamelucken, Osmanen und Briten regierten das Land. Die Islamisierung und Arabisierung ab dem 7. Jahrhundert sind die stärksten Veränderungen. Denn vor der Islamischen Eroberung bestand die Bevölkerung mehrheitlich aus syrisch- oder griechischsprachigen Christen mit Minderheiten anderer Glaubensbekenntnisse.

## Bevölkerung
Bei der Volkszählung 2015 hatte das Gouvernement Irbid 1.770.158 Einwohner. Darunter waren 1.316.618 jordanische Staatsbürger (74,38 %) und 453.540 Menschen mit anderer Staatsangehörigkeit. Von den Zugewanderten waren 343.479 syrische, 55.004 ägyptische, 33.396 palästinensische, 3199 omanische, 2904 saudi-arabische, 1960 irakische und 1822 jemenitische Staatsangehörige. Von der Einwohnerschaft waren 914.634 männlichen und 855.524 weiblichen Geschlechts. Das Gouvernement ist stark verstädtert. Nur noch 135.387 Menschen (7,65 %) leben in ländlichen Gebieten.

### Bevölkerungsentwicklung
Die Bevölkerung des Distrikts wächst stark. Im Zeitraum von 2004 bis 2015 (den beiden letzten Volkszählungsjahren) betrug der Zuwachs 841.866 Menschen. Dies ist ein Wachstum von 90,7 %.

### Bedeutende Orte
Bedeutende Orte sind Irbid, Ramtha und Aidun (Dion). Von den 1.770.158 Einwohnern lebten 1.634.771 (92,35 %) in städtischen Gebieten.

## Wirtschaft
Die Bevölkerung arbeitet vorwiegend in der Landwirtschaft. Geerntet werden hauptsächlich Zitrusfrüchte, Oliven, Weizen und Bienenhonig. Am bedeutendsten sind bei den Früchten die Oliven, die mehr als 91 % der Früchteernte ausmachen. Gefolgt von Trauben, Granatäpfeln, Pfirsichen, Pflaumen, Äpfeln und Bananen. Bei den Feldfrüchten dominieren Weizen, Gerste, Ackerbohne und Kichererbse. Beim Gemüse dominieren Tomaten, Peperoni (Paprikaschote), Gurken, Kürbisse und Kartoffeln. 
Daneben gibt es die drei Industriegebiete Cyber City, Jordan River Crossing City und Prince Hasan Industrial City. In diesen Gebieten werden vorwiegend chemische und elektronische Produkte und Kleider produziert. Die offizielle Arbeitslosenquote betrug 2017 17,9 % und lag knapp unter dem Landesdurchschnitt von 18,4 %.

## Verwaltung
Das Gouvernement Irbid ist in neun liwāʾ (Departements/Bezirke) untergliedert. Diese sind:

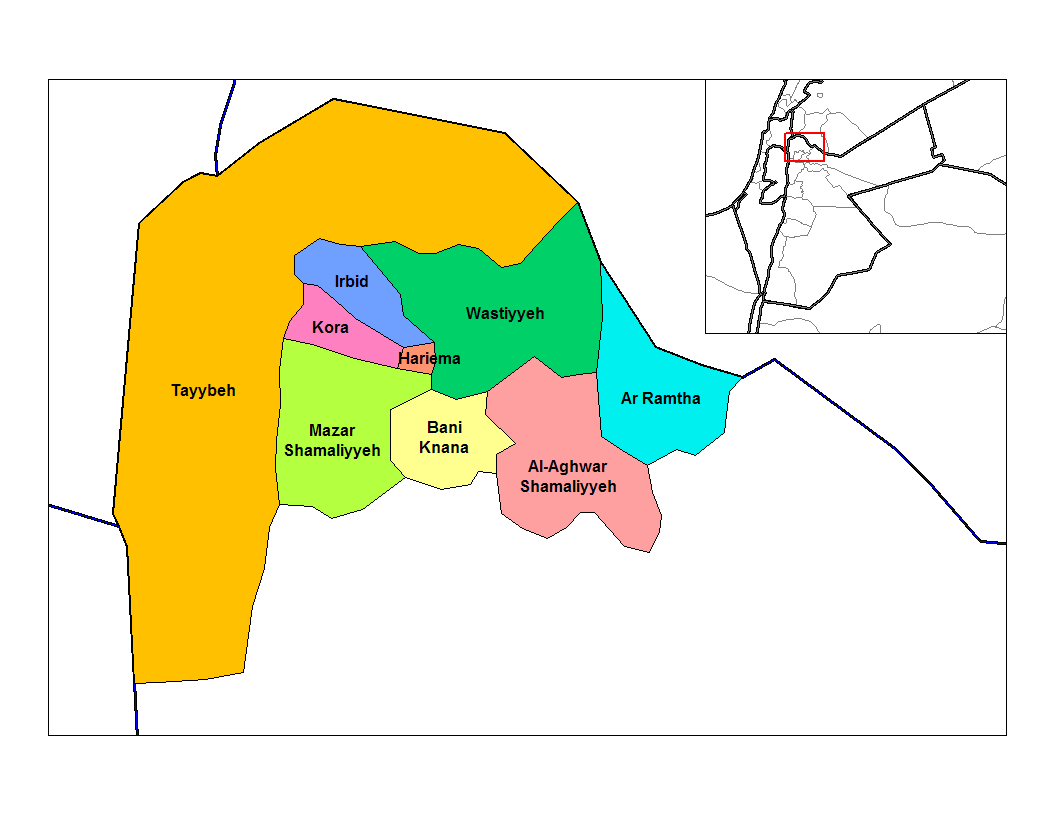
Liwāʾs im Gouvernement Irbid

| Name                       | Name in Arabisch | Hauptort                     | EW 1994 | EW 2004 | EW 2015 | Männer  | Frauen  | Fläche in km² |
| al-Aghwār asch-Schamāliyya | الأغوار الشمالية | asch-Schūna asch-Schamāliyya | 78.355  | 85.203  | 122.330 | 65.491  | 56.839  | 246           |
| al-Kūra                    | الكورة           | Dayr Abī Saʿīd               | 71.513  | 91.050  | 161.505 | 82.658  | 78.847  | 179           |
| al-Mazār asch-Schamālī     | المزار الشمالي   | al-Mazār asch-Schamālī       | 35.651  | 44.166  | 78.427  | 40.161  | 38.266  | 86,2          |
| al-Wasatiyya               | الوسطية          | Kafr Asad                    | -       | 24.046  | 42.571  | 22.019  | 20.552  | 45,8          |
| ar-Ramthā                  | الرمثا           | ar-Ramthā (Ramtha)           | 79.304  | 109.142 | 238.502 | 123.931 | 114.571 | 275           |
| at-Tayba                   | الطيبة           | at-Tayba                     | 23.847  | 29.132  | 51.501  | 26.273  | 25.228  | 63,5          |
| Banī Kanāna                | بني كنانة        | Samā ar-Rawsān               | 51.868  | 76.398  | 131.797 | 66.826  | 64.971  | 253           |
| Banī ʿUbaid                | بني عبيد         | al-Hisn                      | -       | 93.561  | 204.313 | 103.962 | 100.351 | 188           |
| Qaṣaba Irbid               | قصبة إربد        | Irbid                        | -       | 375.594 | 739.212 | 383.313 | 355.899 | 236           |